# Les Genevez
Pour les articles homonymes, voir Les Geneveys.
Les Genevez sont une commune suisse du canton du Jura, située dans le district des Franches-Montagnes.

## Géographie

Photo aérienne (1953)

Les altitudes extrêmes de la commune sont 1 177 et 981 mètres. Sa superficie est de 1 364 ha dont la moitié se constitue de pâturages boisés et de forêts. La commune se compose du village des Genevez, des hameaux du Prédame, de Chez Sémon et des Vacheries, ainsi que de fermes isolées.
Le territoire des Genevez s'étend sur 13,61 km2. Lors du relevé de 2013-2018, les surfaces d'habitations et d'infrastructures représentaient 4,0 % de sa superficie, les surfaces agricoles 53,9 %, les surfaces boisées 41,3 % et les surfaces improductives 0,7 %.

## Histoire
Le plus ancien document faisant mention des Genevez date de 1381. Il fait partie d'un inventaire des biens de l'abbaye voisine de Bellelay, fondée en 1136. Depuis cette date, jusqu'en 1798, les Genevez forment la Courtine de Bellelay avec Lajoux, les deux Fornets et les Cerniers de Rebévelier. L'abbé de Bellelay était lui-même vassal du prince-évêque de Bâle, dont la principauté formait le Jura et le Jura bernois actuels, ainsi que le Laufonnais, actuellement bâlois. Avant de devenir jurassiens, Les Genevez faisaient partie de district de Moutier avant de rejoindre celui des Franches-Montagnes.

## Population et société

### Gentilé et surnoms
Les habitants de la commune se nomment les Djenevézais.
Ils sont surnommés les Taille-Fromage et lé Cô de Vê, soit les cœurs de veau ou les queues de veau en patois tainois.

### Démographie

#### Évolution de la population
Les Genevez compte 510 habitants au 31 décembre 2022 pour une densité de population de 37 hab/km2. Sur la période 2010-2019, sa population a diminué de −6,3 % (canton : 5,1 % ; Suisse : 9,4 %).  

#### Pyramide des âges
En 2020, le taux de personnes de moins de 30 ans s'élève à 32,2 %, au-dessous de la valeur cantonale (33 %). Le taux de personnes de plus de 60 ans est quant à lui de 30,2 %, alors qu'il est de 28,1 % au niveau cantonal.
La même année, la commune compte 257 hommes pour 259 femmes, soit un taux de 49,8 % d'hommes, supérieur à celui du canton (49,5 %).
| Hommes | Classe d’âge | Femmes |
| ------ | ------------ | ------ |
| 0,4    | 90 ans ou +  | 2,3    |
| 13,6   | 75 à 89 ans  | 11,2   |
| 17,5   | 60 à 74 ans  | 15,4   |
| 17,9   | 45 à 59 ans  | 20,1   |
| 17,5   | 30 à 44 ans  | 19,7   |
| 19,5   | 15 à 29 ans  | 13,1   |
| 13,6   | - de 14 ans  | 18,1   |

| Hommes | Classe d’âge | Femmes |
| ------ | ------------ | ------ |
| 0,7    | 90 ans ou +  | 1,7    |
| 7,8    | 75 à 89 ans  | 10,1   |
| 17,7   | 60 à 74 ans  | 18,1   |
| 21,1   | 45 à 59 ans  | 21,4   |
| 18,1   | 30 à 44 ans  | 17,3   |
| 18,9   | 15 à 29 ans  | 16,9   |
| 15,7   | - de 14 ans  | 14,5   |

## Musée rural des Genevez
Cette ferme, transformée en musée, est la plus ancienne maison rurale datée actuellement connue du Jura. Des études dendrochronologiques ont établi avec certitude que le bâtiment a été construit avec du bois coupé en 1514. Sachant que la charpenterie travaille toujours avec des bois fraîchement coupés, on peut dater la construction de 1514-1516.
Le musée rural présente l'habitat de deux familles paysannes des siècles passés : l'habitation (cuisines, chambres) mais aussi le rural (grange, écurie, devant-huis…) comme ils étaient utilisés autrefois. L'habitation au sud a conservé son aménagement du siècle passé avec sa cuisine au sol de laves, sa belle chambre : le " poye ", avec son fourneau à banc et une petite chambre d'horloger. On a restitué un aménagement du XVIIe siècle à l'habitation à l'est : un sol en terre battue, une voûte recueillant les fumées de l'âtre et du four à pain.
Le musée rural présente la vie de l'époque, comme on cuisinait - on y cuit du pain à l'ancienne dans la cuisine voûtée - comme on dormait, comme on occupait ses longues soirées d'hiver ou comme on travaillait la terre.